# به زیبایی تو
به زیبایی تو (انگلیسی: To the Beautiful You; کره‌ای: 아름다운 그대에게) یک مجموعه تلویزیونی کره جنوبی سال ۲۰۱۲ با بازی سولی، چوی مین هو و لی هیون-وو است. این مجموعه از ۱۵ اوت تا ۴ اکتبر ۲۰۱۲، روزهای چهارشنبه و پنجشنبه ساعت ۲۱:۵۵ (کی‌اس‌تی) از اس‌بی‌اس برای ۱۶ قسمت پخش شد.

## بازیگران

### اصلی
- سولی در نقش گو جه هی / جی داسون
- چوی مین هو در نقش کانگ ته جون
- لی هیون-وو در نقش چا اون گیول[۱][۲]